# 5988 Gorodnitskij
5988 Gorodnitskij (1976 GN2) là một tiểu hành tinh vành đai chính được phát hiện ngày 1 tháng 4 năm 1976 bởi Nikolai Stepanovich Chernykh ở Nauchnyj.